# Ligne Hankyu Kobe
La ligne principale Hankyu Kobe (阪急神戸本線, Hankyū Kōbe-honsen) est une des 3 lignes ferroviaires majeures du réseau Hankyu dans la région du Kansai au Japon. Elle relie la gare d'Osaka-Umeda à Osaka à celle de Kobe-Sannomiya à Kobe.
C'est une ligne avec un fort trafic de trains de banlieue dont le tracé est parallèle à la ligne JR Kobe de la JR West et la ligne principale de la compagnie Hanshin.

## Histoire
La ligne a été ouverte le 16 juillet 1920 entre Jūsō et Oji-Koen. En 1936, la ligne est prolongée jusqu’à Kobe-Sannomiya.
Le 1er octobre 2019, la gare d'Umeda est renommée gare d'Osaka-Umeda.

## Caractéristiques

### Ligne
- Ecartement : 1 435 mm
- Alimentation : 1 500 V par caténaire
- Vitesse maximale : 115 km/h

### Interconnexion
La ligne est connectée à la ligne Imazu à Nishinomiya-kitaguchi.
A Kobe-Sannomiya, certains trains continuent sur la ligne Kobe Kosoku.

### Liste des gares
| Numéro | Gare                  | Nom japonais | Distance depuis Osaka-Umeda (km) | Correspondances | Localisation | Localisation        |
| ------ | --------------------- | ------------ | -------------------------------- | --- | ------------ | ------------------- |
| HK-01  | Osaka-Umeda           | 大阪梅田     | 0                                | Métro d'Osaka : Midōsuji, Tanimachi (à Higashi-Umeda), Yotsubashi (à Nishi-Umeda) Hanshin : Hanshin JR West : JR Kyoto, JR Kobe, Fukuchiyama, ligne circulaire d'Osaka (à Osaka), JR Tōzai (à Kitashinchi) | Osaka        | Préfecture d'Osaka  |
| HK-02  | Nakatsu               | 中津         | 0,9                              | | Osaka        | Préfecture d'Osaka  |
| HK-03  | Jūsō                  | 十三         | 2,4                              | Hankyu : Takarazuka, Kyoto | Osaka        | Préfecture d'Osaka  |
| HK-04  | Kanzakigawa           | 神崎川       | 4,1                              | | Osaka        | Préfecture d'Osaka  |
| HK-05  | Sonoda                | 園田         | 7,2                              | | Amagasaki    | Préfecture de Hyōgo |
| HK-06  | Tsukaguchi            | 塚口         | 10,2                             | Hankyu : Itami | Amagasaki    | Préfecture de Hyōgo |
| HK-07  | Mukonosō              | 武庫之荘     | 12,3                             | | Amagasaki    | Préfecture de Hyōgo |
| HK-08  | Nishinomiya-Kitaguchi | 西宮北口     | 15,6                             | Hankyu : Imazu (interconnexion) | Nishinomiya  | Préfecture de Hyōgo |
| HK-09  | Shukugawa             | 夙川         | 18,3                             | Hankyu : Koyo | Nishinomiya  | Préfecture de Hyōgo |
| HK-10  | Ashiya-gawa           | 芦屋川       | 21,0                             | | Ashiya       | Préfecture de Hyōgo |
| HK-11  | Okamoto               | 岡本         | 23,4                             | | Kobe         | Préfecture de Hyōgo |
| HK-12  | Mikage                | 御影         | 25,6                             | | Kobe         | Préfecture de Hyōgo |
| HK-13  | Rokko (ja)            | 六甲         | 27,4                             | | Kobe         | Préfecture de Hyōgo |
| HK-14  | Oji-Koen              | 王子公園     | 29,2                             | | Kobe         | Préfecture de Hyōgo |
| HK-15  | Kasuganomichi         | 春日野道     | 30,7                             | | Kobe         | Préfecture de Hyōgo |
| HK-16  | Kobe-Sannomiya        | 神戸三宮     | 32,3                             | Hankyu : Kobe Kosoku (interconnexion) Hanshin : Hanshin à Sannomiya : Métro municipal de Kobe : Kaigan, Seishin-Yamate JR West : JR Kobe Kobe New Transit : Port Liner                                     | Kobe         | Préfecture de Hyōgo |